# Star Trek: Lower Decks
Star Trek: Lower Decks är en amerikansk animerad action- och äventyrsserie vars första säsong hade premiär den 5 augusti 2020. Första säsongen bestod av tio avsnitt. Den fjärde säsongen också den bestående av tio avsnitt kommer att ha premiär den 7 september 2023.

## Handling
Serien som utspelar sig i Star Treks universum kretsar kring ett av Starfleets minst viktiga skepp, U.S.S. Cerritos.

## Rollista i urval
- Tawny Newsome - Beckett Mariner
- Jack Quaid - Brad Boimler
- Noël Wells - D'Vana Tendi
- Eugene Cordero - Sam Rutherford
- Dawnn Lewis - Carol Freeman
- Jerry O'Connell - Jack Ransom
- Fred Tatasciore - Shaxs
- Gillian Vigman - T'Ana